# Археолошки локалитет „Кудош“
Археолошко налазиште Кудош је позиционирано на око 1.5 км северно од магистралног римског пута Сирмијум – Сингидунум. У пречнику од 150 м распрострањени су остаци градње.

### О локалитету
На локалитету откривено је насеље из флавијевског периода и пољопривредно добро која с настала у периоду од III до IV века. Насеље налази се на узвишеној греди до потока. Како је насеље вишеслојно, у склопу раноримског слоја потврђене су колибе полуземунице. Сваку је карактерисала јама у којој су откривени предмети из Италије, као и производи из радионица Домородаца. 
Комплекс виле карактерише базилика са апсидом, економски објекти и кула стражара. Овај потес је подразумевао и монументалне зидове, један миљоказ и трагове насеља.
Са овог налазишта потиче бројан археолошки матeријал.

## Решење
Археолошки локалитет стављен је под заштиту Решењем Покрајинског завода за заштиту споменика културе бр. 79/85 од 08.04.1986. године. Под надлежним управитељством је Општине Сремска Митровица и у приватном је власништву. 